# Эдита Лебединая Шея
Эдита (Эдгита) Лебединая Шея (др.-англ. Ealdgȳð Swann hnesce; ок. 1025 – ок. 1086) — первая жена короля Англии Гарольда Годвинсона. Эдиту Лебединую Шею иногда путают со второй женой Гарольда, Эдитой Мерсийской, которая была королевой Англии во время его правления.

## Биография
Эдита Лебединая Шея может быть тождественна Эдгифу Прекрасной, которая была одной из самых богатых аристократок в Англии накануне Норманнского завоевания. Брак Эдиты и Гарольда не был оформлен в соответствии с церковными канонами и не считался законным. От Гарольда у Эдиты было по крайней мере шестеро детей, среди которых Гита, супруга Владимира Мономаха, великого князя Киевского, и Гунхильда, ставшая наложницей Алена Рыжего. Их сыновья Годвин, Эдмунд и Магнус, в 1060-х годах участвовали в борьбе против войск Вильгельма Завоевателя, однако потерпели поражение от Брайана Бретонского.
Весной 1066 года король Гарольд II заключил законный брак с Эдитой, дочерью эрла Эльфгара, и вдовой валлийского правителя Грифида ап Лливелина, которого он победил в бою. Этот брак рассматривается большинством современных учёных как сугубо политический. Мерсия и Уэльс были союзниками против Англии; такой брак укрепил положение Англии в этих двух враждебных регионах. Он также дал Гарольду Годвинсону супружество, которое считалось законным с точки зрения духовенства, в отличие от его брака с Эдитой Лебединой Шеей.
Эдита Лебединая Шея осталась в истории и фольклоре главным образом потому, что именно она опознала тело Гарольда после битвы при Гастингсе. Тело было ужасно изуродовано после битвы и, несмотря на просьбы матери Гарольда Гиты Торкельсдоттир о возвращении тела Гарольда для захоронения и обещание золота по весу тела, Вильгельм отказался. Именно тогда Эдита Лебединая Шея прошла по полю битвы и опознала Гарольда по отметке на его груди, известной только ей. Именно благодаря этому монахи погребли Гарольда согласно христианским обычаям в аббатстве Уолтхема.